# 黃朝義
黃朝義，台灣刑法及刑事訴訟法學者。曾任國立中央大學兼任副教授，中原大學財經法律學系專任副教授，東吳大學法學院專任教授，及日本慶應義塾大學訪問教授。現為中央警察大學行政警察學系專任教授，並兼任中央警察大學行政警察學系系主任。亦為輔仁大學法律學院兼任教授、東吳大學法律學院兼任教授。
2015年6月，蔡英文總統提出並主持新一波的「司法改革」。在此次司法改革中，關於刑事訴訟法領域的改革議題，其曾提出「被害人在刑事訴訟的參與」、「重刑化刑事政策的商榷」、「有罪判決的上訴權」、「認罪協商的簡化」等四個看法。

## 學歷
- 中央警察大學四十七期行政系畢業(1982年)。
- 日本國立大阪大學法學碩士（1990年）。
- 日本慶應義塾大學法學博士（1994年）。

## 著作

### 專書
1、黃朝義著，《刑事證據法研究》，1999年5月，元照出版社，ISBN 957-97856-0-0。
2、黃朝義著，《無罪推定—論刑事訴訟程序之運作》，2001年8月初版，五南圖書出版公司出版，ISBN 957-11-2560-1。
3、黃朝義著，《刑事訴訟法—制度篇》，2002年8月，元照出版社，ISBN 957-2022-88-1。
4、黃朝義著，《刑事訴訟法—證據篇》，2002年11月，元照出版社，ISBN 986-7787-07-2。
5、黃朝義著，《犯罪偵查論》，2004年3月，漢興出版社，ISBN 957-8821-37-9。
6、黃朝義著，《刑事訴訟法》，2006年9月（初版）；2007年8月（增補一版），一品出版社，ISBN 986-8366-30-5。
7、黃朝義著，《刑事訴訟法》，2009年9月（二版），新學林出版社，ISBN 978-986-6419-31-7。
8、黃朝義著，《中國刑事訴訟法-從比較法觀點論起》，2010年4月，新學林出版社，ISBN 978-986-6419-97-3。
9、黃朝義著，《概說警察刑事訴訟法》，2015年9月，新學林出版社，ISBN 9789862954874
10、黃朝義著，《刑事訴訟法》，2017年9月（五版），新學林出版社，ISBN 9789862957325
11、黃朝義著，《刑事訴訟程序基礎理論》，2020年1月，新學林出版社，ISBN 9789865407599
12、黃朝義著，《刑事訴訟法》，2021年8月16日（六版），新學林出版社，ISBN 9789865261078

### 專論
1、黃朝義等著，《司法與人權：民間司法改革研討會論文集（三）》（共著），2000年1月，桂冠書局出版，ISBN 957-7302076。
2、黃朝義等著，《網路使用犯罪問題及預防措施之研究》（共著），2000年4月初版，行政院研究發展考核委員會出版，ISBN 957-02-6099-8。
3、黃朝義等著，《刑事訴訟法實力演習》（共著），2000年6月一版，學林文化事業有限公司出版，ISBN 957-30964-7-1。
4、黃朝義等著，《刑法七十年之回顧與展望紀念論文集（一）》（共著），2001年1月初版，元照出版社，ISBN 957-0332-78-6。
5、黃朝義等著，《刑事特別法與案例研究》（共著），2019年8月25日初版，五南圖書出版公司出版，ISBN 9789577635648